# 胡安·巴蒂斯塔·埃古斯基萨
胡安·巴蒂斯塔·埃古斯基萨（西班牙語：Juan Bautista Egusquiza，1845年8月25日—1902年8月24日），巴拉圭政治人物，出生於巴拉圭首都亞松森。埃古斯基薩自1894年起擔任巴拉圭總統，1898年卸任。